# Сделай море
«Сделай море» — четвёртый студийный полноформатный альбом российской группы «Аффинаж». Записан в феврале-марте 2017 года в Санкт-Петербурге на студии «Добролёт» при поддержке акционеров платформы «Planeta.ru» и выпущен 14 апреля 2017 года. Для коллектива это был первый опыт краудфандинга.

## История
Группа хотела записать «Сделай море» после выхода в 2015 году «Русских песен», однако планы изменились в связи с появлением нескольких композиций, настроением и наполнением продолжающих заданную в «Русских песнях» тему, и, как результат, выпущенным в 2016 году «Послесловием».
2 февраля 2017 года «Аффинаж» объявили о начале сбора средств на краудфандинг-сервисе «Planeta.ru» для записи, сведения и выпуска нового полноформатного альбома. В первый день была собрана практически половина всей сумы, а заявленной цели сбора удалось достичь за неделю. 14 февраля музыканты выпустили EP «Мира» — как предпосылку к  полноформатной работе, запись которой началась 24 февраля. Релиз «Сделай море» состоялся 14 апреля. 15 апреля альбом представили в Минске, после чего группа отправилась в большой юбилейный тур по России в честь пятилетия коллектива.

## Отзывы
По словам критиков, настроение релиза значительно отличается от предыдущих работ коллектива, альбом получился светлым, с лёгким тоскливым послевкусием. Как отмечает Сергей Мезенов из «Colta.ru», «Сделай море» — пластинка лирическая и тихая, на ней «Аффинаж» притушили «мессианский пожар собственной музыки, чтобы поговорить не с небом или злым роком, а с тобой или со мной». Среди лучших композиций альбома обозреватель называет «мечтательный «Сидней», грустно-размашистый «Новый номер», похмельно-меланхоличный «Все будет отлично».
«Афиша Daily» оценила альбом на 7 из 10, назвав песни релиза «симпатичными», отмечая, что они «подчёркнуто немодные», «не для критиков и не для модных изданий».

## Список композиций
Все тексты написаны Михаилом Калининым.
| №                   | Название                | Длительность |
| ------------------- | ----------------------- | ------------ |
| 1.                  | «Первая мысль — это ты» | 3:01         |
| 2.                  | «Страдать»              | 3:01         |
| 3.                  | «Заметь меня»           | 3:19         |
| 4.                  | «Новый номер»           | 4:39         |
| 5.                  | «Всё будет отлично»     | 3:19         |
| 6.                  | «Следопыт»              | 3:47         |
| 7.                  | «Сделай море»           | 3:27         |
| 8.                  | «Сидней»                | 3:03         |
| 9.                  | «Жд»                    | 5:34         |
| Общая длительность: | Общая длительность:     | 33:10        |

Некоторые песни со «Сделай море» уже звучали в исполнении участников группы публично до выхода альбома. В частности, «Страдать» и расширенную версию «Жд» (под названием «М.В.П.Т.Т.Б.») Эм Калинин исполнял в проекте «Эм (а)СПИД», «Всё будет отлично» в 2012 году вошла в его альбом «Не альбом» как «Всё будет отлично (Птичка)», а 27 октября 2015 года состоялась телепремьера песни «Сидней»: «Аффинаж» сыграли её в эфире программы «Утро на 5» на «Пятом канале», после чего исполняли на концертах. На живых выступлениях до выхода альбома группа играла и композицию «Первая мысль — это ты». Однако в «Сделай море» впервые звучат студийные версии этих треков.

## Участники записи
- Эм Калинин — тексты, вокал, акустическая гитара
- Саша Ом — второй вокал, тромбон, саунд-дизайн
- Сергей Шиляев — бас-гитара, бэк-вокал
- Александр Корюковец — баян, аккордеон, бэк-вокал
- Константин Туманов — клавишные
- Руслан Гаджимурадов — барабаны, перкуссия
- Илья Казанцев — кахон, перкуссия
- Егор Попов — труба

Записывал альбом Александр Докшин, сведением занимался Андрей Кулешов, мастерингом — Борис Истомин.